# Adieu (livro)
Adieu (em português, Adeus) é uma novela de Honoré de Balzac, datada por ele mesmo de 1830. A primeira parte do texto foi publicada no semanário de Émile de Girardin La Mode dois meses mais tarde, no mesmo ano, sob o título de Souvenirs soldatesques. Adieu (Lembraças soldadescas. Adeus). Tinha como subtítulo: Les Bonhommes. As outras duas partes foram publicadas em junho do mesmo ano no mesmo semanário com os subtítulos de Passage de la Bérésina (Passagem de Berezina) e La Guérison (A Cura). Nesta data, Balzac considerava integrar a novela nas Cenas da vida militar. Mas em 1832, o texto figura nas Cenas da vida privada na edição Mame, depois em 1834 nos Estudos filosóficos da edição Werdet da Comédia Humana, onde seria mantido na edição Furne de 1846 bem como no tomo X de La Pléiade.,. Na tradução brasileira completa da Comédia coordenda por Paulo Rónai, figura na mesma seção, no tomo XVI.
A narrativa se desenvolve em dois planos: o presente do personagem principal, Philippe de Sucy (Filipe na edição brasileira organizada por Rónai), de seu amigo, o marquês d'Albon e da cena de que são testemunhas: a aparição da condessa Stéphanie de Vandières (Estefânia) sob folhagens (1819) e um flashback de um episódio da retirada da Rússia das tropas imperiais, em 1812, depois da passagem do Berezina, onde essa mesma condessa e o barão de Sucy se separaram de modo trágico.
Segundo Paulo Rónai, "[...] o que há de realmente importante em Adeus é aquela cena da retirada francesa na Rússia, descrita com extraordinário poder épico, e que nos faz lamentar ainda mais que Balzac não tenha tido tempo de escrever o ciclo napoleônico tantas vezes anunciado. [...] Aqui vemo-lo esclarecendo o avesso da lenda, mostrando em poucas páginas a horrível carnificina e miséria com que a França pagou a rápida ascensão e a queda fulgurante de Napoleão. Essa trágica passagem do Berezina também é contada no capítulo XV de O Médico Rural.

## Enredo
A condessa Stéphanie de Vandières, que havia seguido seu velho marido, o general de Vandières, para a campanha Russa, foi salva por seu amigo de infância, o major Philippe de Sucy, quando da passagem do Berezina. No momento de sua separação, a jovem mulher, tomada de pânico, grita "Adeus!" a seu amante, que ficara na outra margem.
No outono de 1819, depois de ficar prisioneiro dos cossacos por seis anos e de retornar para a França depois de onze meses, Philippe de Sucy, tornado coronel, percebe, quando caçava no parque de um antigo priorado meio em ruínas, no castelo de Bons-Hommes, depois de L'Isle-Adam, a silhueta fantasmagórica mas constante, de estranha beleza, de uma mulher que não cessa de repetir a palavra "Adeus". Uma camponesa surda-muda, Geneviève (Genoveva), cuida dela. O coronel crê reconhecer Stéphanie de Vandières, que não havia visto depois do acontecido. A emoção é tão forte que o coronel desmaia.
Monsieur de Granville (o magistrado de Une ténébreuse affaire, o juiz Granville) e sua esposa, que não moram longe de lá, fazem-no respirar sais. No dia posterior, Philippe de Sucy, recuperando o ânimo, encarrega seu amigo, o marquês d'Albon, de ir ao castelo verificar que ele não está enganado. Lá, o tio de Stéphanie que a acolhe, o doutor Fanjat, confirma a impressão de Philippe: a jovem errante pelo parque é exatamente a mulher amada e buscada por tanto tempo.
Aqui, o velho tio começa a narrativa do episódio da campanha russa quando da retirada dos exércitos napoleônicos e mais particularmente a famosa passagem do Berezina. Philippe de Sucy, a quem d'Albon confirma a identidade da jovem mulher, descobre com horror que o comportamento de Stéphanie lembra o de um animal. Ele tenta convencer o doutor Fanjar a tratar a mulher. Ele está persuadido de que um choque emocional poderia fazê-la recobrar a razão, o que não é a opinião do doutor, que acaba, porém, consentindo.
Depois de muitas tentativas sem resultado, ele decide reproduzir diante de Stéphanie, a cena de sua trágica separação sobre o Berezina. A memória de Stéphanie vem de um golpe só, mas o retorno à realidade é uma sensação muito forte para a jovem, que morre. "A vida e a morte caem sobre ela como relâmpago, ela não aguenta o golpe". Dez anos mais tarde, o coronel, tornado general, "abandonado de Deus", suicida-se.